# Lekboulevard
De Lekboulevard is een wijk van Nieuwegein, in de Nederlandse provincie Utrecht. Zoals de naam al zegt ligt de wijk aan de rivier de Lek die, om precies te zijn, ten zuiden van de wijk stroomt, ervan gescheiden door de uiterwaarden. In het noorden grenst de langgerekte wijk aan de wijken Hoog-Zandveld en Zandveld, in het oosten aan het Merwedekanaal, met aan de overkant Vreeswijk, en in het westen aan de A2. De wijk heeft 1713 inwoners (2018).

## Ontstaan en straatnamen
De wijk is gebouwd in de jaren tachtig van de vorige eeuw.
Met uitzondering van de Lekboulevard zelf en de Veerweg, zijn alle straten vernoemd naar onderwerpen die met rivieren en zeeën te maken hebben, en eindigen ze op -monde, zoals de Kiezelmonde, Ankermonde, Veermonde, Bovenmonde, Benedenmonde en de Nijemonde, waar een openbare bibliotheek was gevestigd, die inmiddels vanwege bezuinigingen gesloten is.

## Voorzieningen
De wijk kent enkele voorzieningen. Waaronder de aanlegplaats van de voet- en fietsveerverbinding over de Lek naar Vianen, een jachthaven en het congres- en partycentrum 't Veerhuis. Het winkelcentrum Hoog-Zandveld en de sneltramhalte Nieuwegein-Zuid liggen net ten noorden van de wijk, vlak bij 't Veerhuis.
Woonwijken: Batau-Noord · Batau-Zuid · Blokhoeve · Doorslag · Fokkesteeg · Galecop · Hoog-Zandveld · Huis de Geer · Jutphaas-Wijkersloot · Lekboulevard · Merwestein · Stadscentrum · Vreeswijk · Zandveld · Zuilenstein

Overige wijken: Het Klooster · Hoge Landen · Laagraven-Liesbosch · Oudegein · Plettenburg · De Wiers

Voormalige gemeenten: Jutphaas · Vreeswijk

Utrecht · Plaatsen in de provincie      Nederland · Provincies · Gemeenten